# آنتونیو فرتی
آنتونیو فرتی (انگلیسی: Antonio Ferretti؛ زادهٔ ۱۹ ژانویهٔ ۱۹۵۷) دوچرخه‌سوار اهل سوئیس است.